# Estadio Luis Suñer Picó
Estadio Luis Suñer Picó – stadion piłkarski w mieście Alzira w Hiszpanii.
Jego budowa rozpoczęła się pod koniec 1972 roku, a otwarcie nastąpiło 1 listopada 1973 roku. Obiekt może pomieścić 8000 widzów. Swoje spotkania rozgrywają na nim piłkarze klubu UD Alzira.
26 marca 2014 roku reprezentacja Indonezji pokonała na tym stadionie w meczu towarzyskim Andorę 1:0, a 29 marca 2014 roku Kuba pokonała Indonezję 1:0. Na obiekcie rozgrywane były także spotkania reprezentacji młodzieżowych.